# XAシリーズ
XAは1998年から2007年までTDKが製造・販売していた高級MDやCD-R/RW等のブランド名（商標）である。

## MDのXA
GLAYのcmでおなじみのXAは1998年3月に発売開始。
XAは二つのシリーズに分かれている。一般的なXAとXA-PROが存在する。通常のXAは黒いハーフでディスク部分のみ透明加工されており、ゴールド仕様のディスクを採用しておりケースは一般的なスライド式ケースであり74分と80分が存在する。
一方XA-PROはPROと言う名が付くだけあり、メタルポジション用最高級コンパクトカセットテープMA-R、および初代MA-XGを意識した、ディスクの外側をダイキャストで覆っている仕様となっている。
ケースも特殊で横開け式で少し大きめである。時間は60分と74分。80分は存在しない。当時の価格は店舗により異なるがある店では74分が800円で販売されていたこともあり、高級感を感じるものとなっている。
なお、ソニー（初代法人、現：ソニーグループ）のESと同様高級品であるため現在、オークションの相場は高いがXA-PROはそれ以上に価値があり、未開封の場合1枚2000円の価値がつく場合が多く、開封品であっても相場が1万円以上に達するケースも少なくない。
2005年末までに製造・出荷終了となり、2007年末までに販売終了となった。

## CD-R/RWのXA
発売開始時期は不明だが、2001年にインクジェット対応のCD-R CD-RWを発売しており、74分と80分が存在する。価格は一枚当たりCD-R74min \250 CD-RW74min \600となっておりRWは当時2倍以上の価格であった。
2004年に再び製品改良を実施、CD-Rのみの発売となった。価格は1枚180円前後(74分)/220円前後(80分)、5枚組800円前後(74分)/900円前後(80分)、10枚組1,200円前後(74分)/1,400円前後(80分)である。
また、TDKおなじみの「タフネスコート」も採用している。
なお、TDKは記録メディア事業を2007年4月に米イメーション社（現：韓オージン社）へ事業譲渡したため、MD、CD-Rなどを問わず同年末までに製造・出荷・販売終了となった。

## 参考サイト
- 番外編　ミニディスク : カセットテープ収蔵品展示館 (exblog.jp)
- TDK、インクジェット対応録音用CD-Rメディアなど (impress.co.jp)
- TDK、“こだわりの音楽用CD-R”「ニューXA」シリーズ (impress.co.jp)